# Шайлкупа
Шайлкупа (бенг. শৈলকুপা, англ. Shailkupa) — город на западе Бангладеш, административный центр одноимённого подокруга. Площадь города равна 20,93 км². По данным переписи 2001 года, в городе проживало 31 788 человек, из которых мужчины составляли 51,98 %, женщины — соответственно 48,02 %. Плотность населения равнялась 1519 чел. на 1 км². Уровень грамотности населения составлял 32,4 % (при среднем по Бангладеш показателе 43,1 %). 